# Las
|  | Aquest article tracta sobre la ciutat de Lacònia. Vegeu-ne altres significats a «Las (poeta)». |

Las o Laas (en grec antic Λᾶς Λάας) era una de les ciutats més antigues de Lacònia, situada a la costa oest del golf de Lacònia. És l'única ciutat d'aquella costa que menciona el Periple de Pseudo-Escílax. Es localitza, segons aquestes fonts, entre el Cap Matapan i Gítion, situada a uns 40 estadis. Laas, en grec significa "roca", sobre la qual s'alçava la ciutat. Homer la menciona a la Ilíada i es deia que els Dioscurs l'havien destruït.
La ciutat era una mica separada de la costa, a 10 estadis, diu Pausànies, encara que segons el Periple tenia un port. Es trobava en una vall entre les muntanyes anomenades Àsia i propera als monts Ilium i Cnacadium. Pausànies diu que davant de les muralles de la ciutat va veure una estàtua d'Hèracles i un trofeu en honor dels lacedemonis que es van unir als macedonis quan Filip II de Macedònia va encapçalar una expedició pel Peloponès. Entre les ruïnes diu que hi havia una estàtua d'Atena Àsia. La ciutat tenia una font anomenada Galaco (Γαλακώ) pel color lletós de la seva aigua, que tenia a prop un gimnàs amb una estàtua d'Hermes. A més de les ruïnes del nucli antic, sota la muntanya Àsia, també n'hi havien als altres pics. Al mont Ilium hi havia un temple de Dionís, i al cim un altre d'Asclepi, i al mont Cnacadium un temple d'Apol·lo.
En un període posterior no era un lloc de molta importància. Titus Livi l'anomena vicus maritimus (poblet marítim) i Pausànies ja diu que era un llogaret amb les ruïnes de la ciutat a la muntanya, i existia una petita ciutat nova a la plana. Parlen de Las Polibi i Estrabó, que diuen que s'havia anomenat Asine i s'ha suposat que alguns fugitius de la ciutat d'Àsine a l'Argòlida s'havien establert aquí i haurien donat aquest nom a la ciutat. William Smith creu que mai es va dir Asine, i que era una confusió amb el nom del mont Àsia.
Al seu lloc hi ha ara les ruïnes d'una fortalesa de l'edat mitjana i queden algunes restes de les muralles. La muntanya es diu Passavá, i l'antiga font Galaco és el rierol Turkóvrysa, entre el puig Passavá i la vila de Kárvela, a uns 3 km de la muntanya.